# Tả Ngài Chồ
Tả Ngài Chồ là một xã thuộc huyện Mường Khương, tỉnh Lào Cai, Việt Nam.

## Địa lý
Xã Tả Ngài Chồ nằm ở phía bắc của huyện Mường Khương và cách huyện lỵ 15 km, có vị trí địa lý:
- Phía đông giáp xã Pha Long
- Phía nam giáp xã Pha Long và xã Dìn Chin
- Phía tây giáp xã Tung Chung Phố
- Phía bắc giáp hương Kiều Đầu (桥头)[4] huyện Hà Khẩu[5] châu Hồng Hà tỉnh Vân Nam Trung Quốc (chiều dài đường biên là 7,5 km[2]).

Các dân tộc trên địa bàn xã: Nùng, Dao, Tu Dí, Pa Dí, H'Mông,...

## Hành chính
Xã Tả Ngài Chồ được chia thành 12 thôn: Thàng Chư Pến, Máo Chóa Sủ 1, Máo Chóa Sủ 2, Tả Lù, Sín Chải A, Sín Chải B, Sừ Ma Tủng A, Sừ Ma Tủng B, Hoàng Phì Chải, Xà Khái Tủng, Bản Phố, Lùng Vùi.

## Lịch sử
Năm 1981, xã Sư Ma Tủng sáp nhập vào xã Tả Ngài Chồ.